# Nukleáris baleset

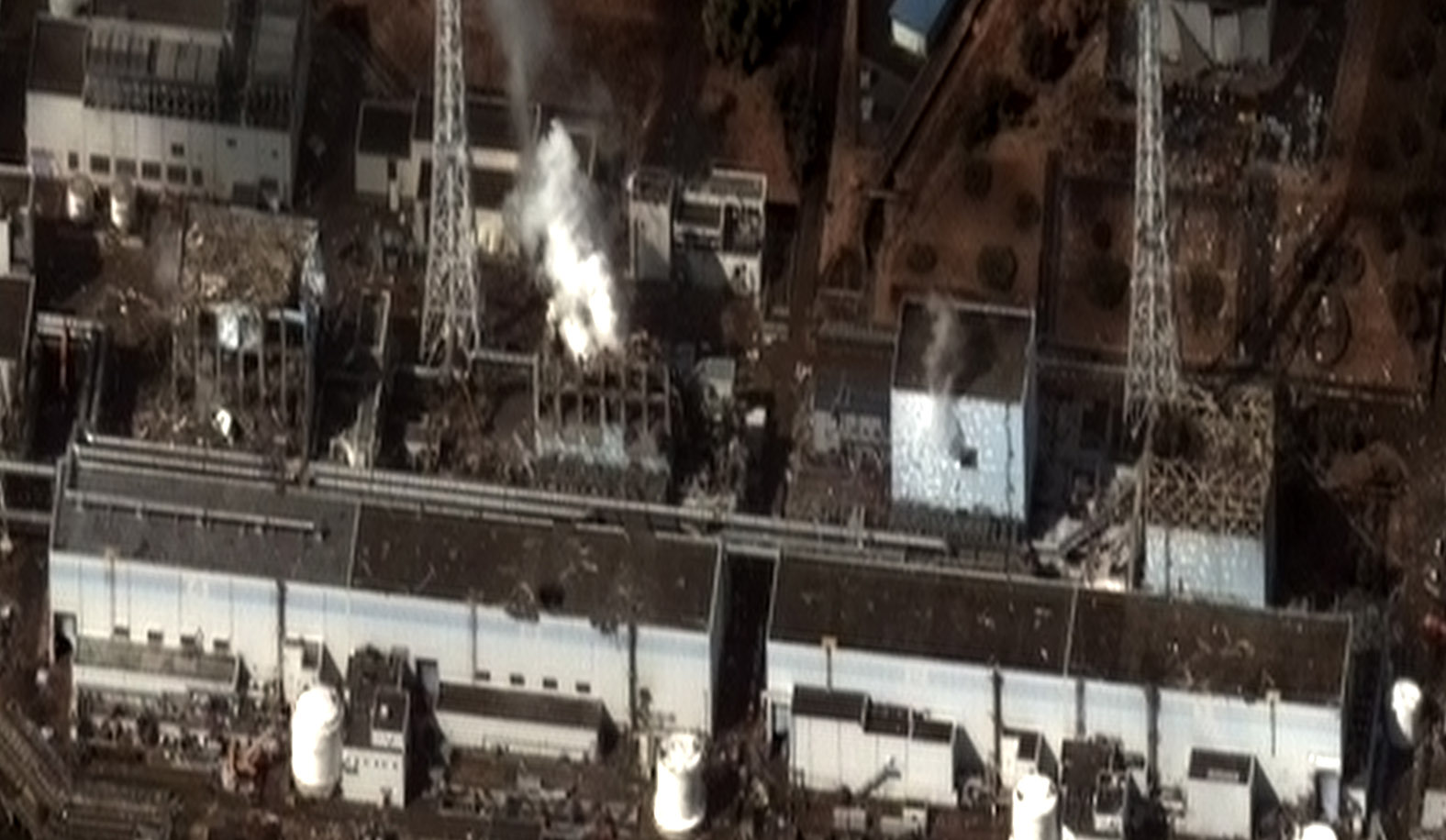
A 2011-es japán fukusimai nukleáris katasztrófa után a hatóságok lezárták az ország 54 atomerőművét. 2013-ban a fukusimai helyszín még mindig hevesen radioaktív volt, mintegy evakuált még mindig ideiglenes helyeken lakott, több helyszínen pedig évszázadokig nem lehet mezőgazdasági termelést végezni. A bonyolult tisztási munka legalább 40 évig elhúzódik, és több milliárd dollárba kerül.

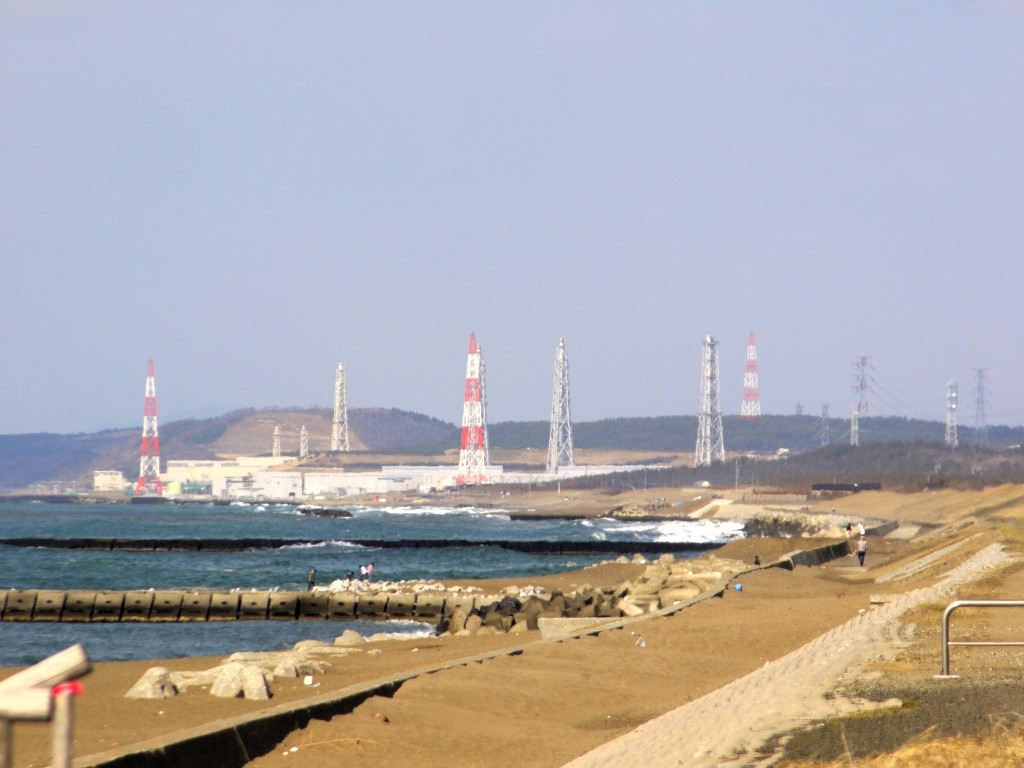
A Kasivazaki-Kariva Atomerőmű, egy hét reaktorból álló japán atomerőmű, a világon a legnagyobb, melyet 2007-ben egy földrengés következtében 21 hónapra le kellett zárni.

A nukleáris vagy radioaktív baleset a Nemzetközi Atomenergia-ügynökség definíciója szerint „olyan esemény, mely jelentős következményekkel jár az emberek, a környezet vagy az infrastruktúrára tekintettel. Ide tartozik többek között minden sugárbetegség, a környezetbe kijutott magas ionizáló sugárzás vagy a reaktor védőburkának megolvadása.” Elsődleges példák közé olyanok tartoznak, mikor a reaktormag megolvad, és jelentős radioaktív szennyezőanyag kerül a környezetbe. Ilyen volt az 1986-os csernobili atomkatasztrófa.
A nukleáris balesetek hatásáról az első atomreaktor 1954-es üzembe helyezése óta viták folynak, és fontos szerepet játszanak a közvéleményben a nukleáris létesítményekkel kapcsolatos félelmek kialakulásában. Időközben olyan mérési technikát vezettek be, melyekkel csökkenteni lehet a balesetek esélyét, vagy minimalizálhatóak az ilyen katasztrófák során kikerülő radioaktív szennyezések mértéke. Az emberi hibafaktorral azonban mindig számolni kell, „balesetből pedig sokféle volt, eltérő hatással, köztük majdnem eltűnésekkel és katasztrófákkal.” 2014-ig az atomerőművekben több mint 100 komoly atombaleset volt. Csernobil óta 57 baleset volt, az összes atomenergiával kapcsolatos baleset több mint 60%-ára pedig az USA-ban került sor. komoly nukleáris balesetek közé tartozik a 2011-es fukusimai baleset, a csernobili katasztrófa, az 1979-es Three Mile-szigeti atomkatasztrófa és az 1961-es SL–1 baleset. Az atomerőmű-balesetekben az életveszteségeken kívül olyan veszteségek is keletkezhetnek, melyek helyreállítása nagy anyagi áldozatokat emészt fel.
Az atommeghajtású tengeralattjárók magtúlmelegedései és egyéb balesetei közé tartoznak a következők is: K–19 1961-ben, K–11 1965-ben, K–27 (1968)-ban, K–140 1968-ban, K–429 1970-bnen, K–222 1980-ban és K–431 1985-ben. Súlyos radioaktív incidensnek számít a Kistim-katasztrófa, az angliai Windscale-tűz (az erőmű 1-es reaktoránál kigyulladt a grafit a túlforrósodott reaktorban), a Costa Rica-i atombaleset, a zaragozai radioterápiás baleset, a marokkói radiációs baleset, a goiâniai baleset, a mexióvárosi sugárbaleset, és egy thaiföldi radioterápiás egység balesete.
Az IAEA üzemeltet egy olyan oldalt, melyen szerepelnek a legújabb balesetek.